# Visbrug (Leiden)
De Visbrug is een stenen boogbrug in de binnenstad van de Nederlandse stad Leiden. De brug verbindt beide oevers van de Nieuwe Rijn tussen de Hoogstraat en de Aalmarkt. De brug ligt net voor het punt waar de Nieuwe Rijn samenvloeit met de Oude Rijn. De laatstgenoemde rivier wordt minder dan 100 meter ten noorden van de Visbrug gekruist door de Sint Jansbrug.

## Geschiedenis
De Visbrug is de oudste brug van Leiden; de eerste brug op deze locatie werd gebouwd in de 12e eeuw. Samen met de Sint Jansbrug vormde de Visbrug op dat moment de enige vaste oeververbinding over de Rijn tussen Utrecht en de Noordzee. Vanwege het belang van de brug moesten alle plaatsen in de omgeving van Leiden meebetalen aan het onderhoud. In 1324 werd de Kippenbrug gebouwd waardoor deze brug niet de enige brug meer was over de Rijn. In 1327 werd de brug vervangen door een stenen brug. De brug werd in 1518 verbreed en in 1532 vernieuwd. Toen werden er ook twee wapenzuilen geplaatst met de wapens van Leiden en de baljuw van Rijnland.
De Visbrug dateert in zijn huidige vorm uit 1637. In het genoemde jaar bouwde men een nieuwe stenen boogbrug, die hoger was dan zijn voorganger; tegelijkertijd legde men onder Hoogstraat werfkelders aan. Zijn naam dankt de Visbrug aan de vishandel die er plaatsvond door handelaren uit Katwijk en Noordwijk. In 1652 werd de borstweringen weggebroken en vervangen door een kleine borstwering met een ijzeren leuning.
In de loop der eeuwen veranderde de brug nauwelijks. In 1933 is het noordelijke gewelf grotendeels afgebroken en de gewapende betonconstructie is vernieuwd. Hierbij werd 3000 kg wapeningsijzer verwerkt. In 1986 kreeg de Visbrug een opknapbeurt en ontstond aan de oostzijde een onderdoorgang voor voetgangers. Het houten "bruggetje onder de brug" verbindt de Nieuwe Rijn met een terras voor de werfkelders.
De brug staat sinds 1968 ingeschreven als rijksmonument in het monumentenregister.

## Witte Steen
Op de brug ligt de Witte Steen. Deze steen ligt op de grens van de parochies Sint Pancras (Hooglandse Kerk) en Sint Pieter (Pieterskerk). De steen markeerde ook het rechtsgebied van de burggraaf in de Burcht.

## Fotogalerij

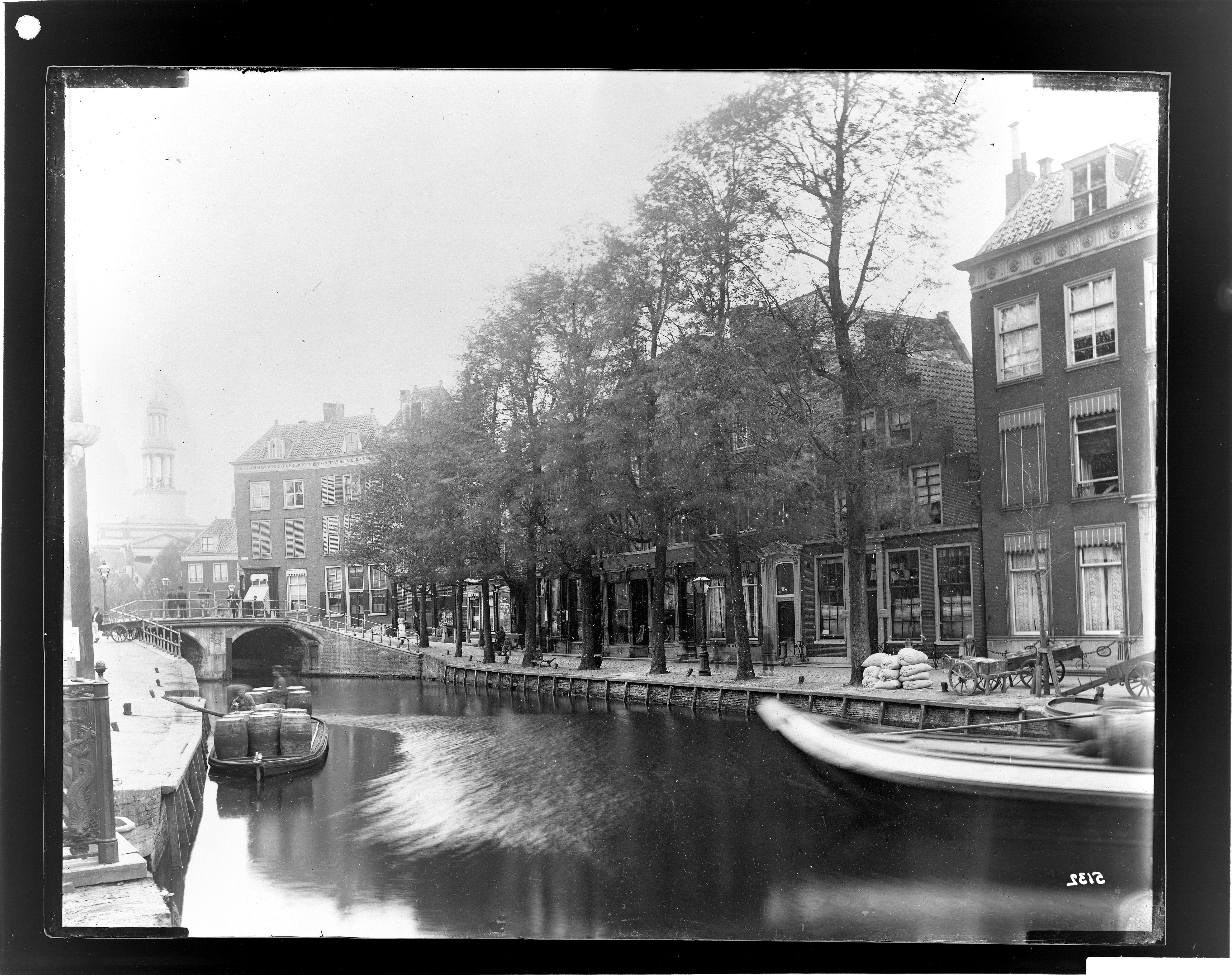
Visbrug eind 19e eeuw
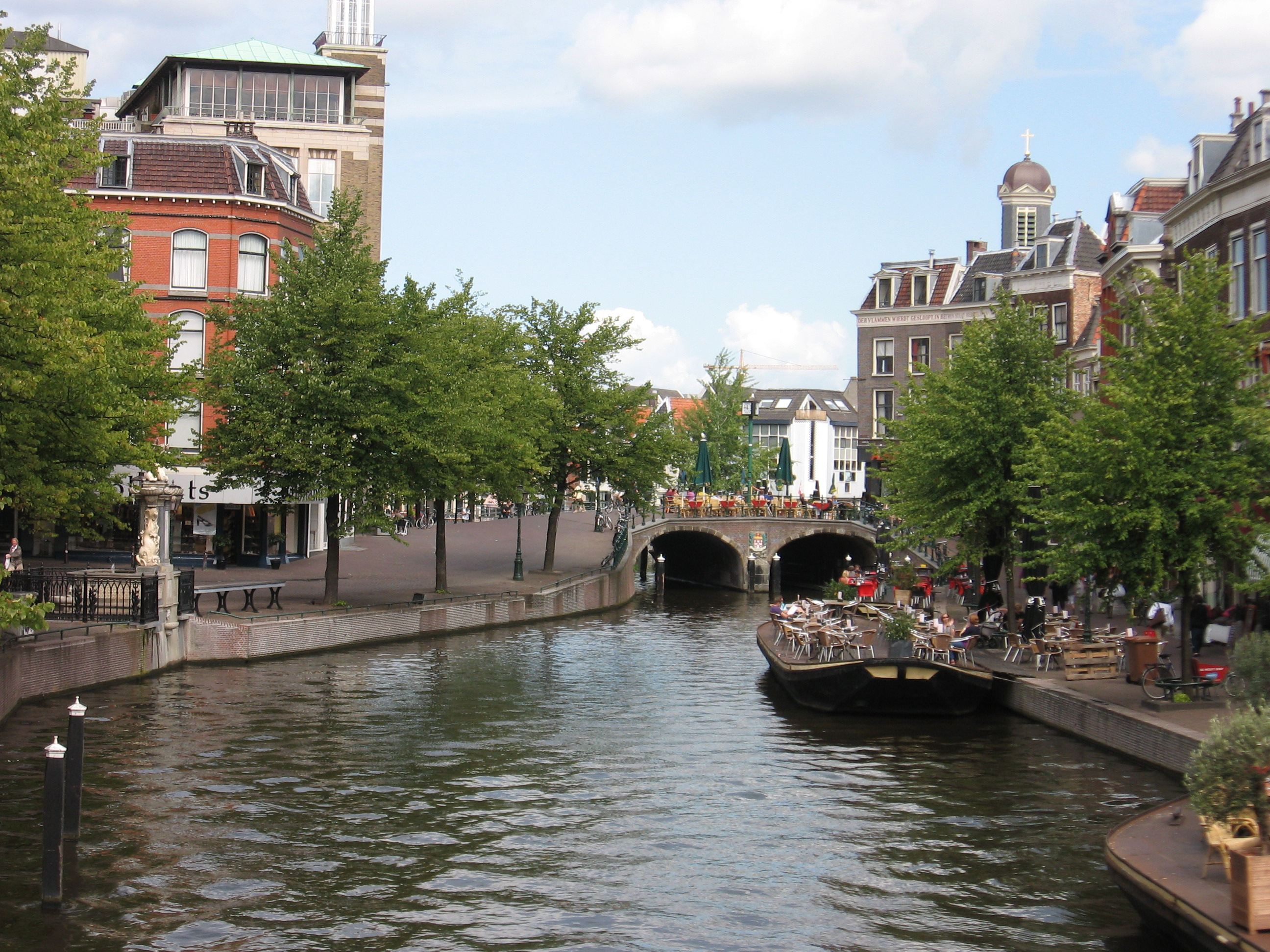
Visbrug en Nieuwe Rijn
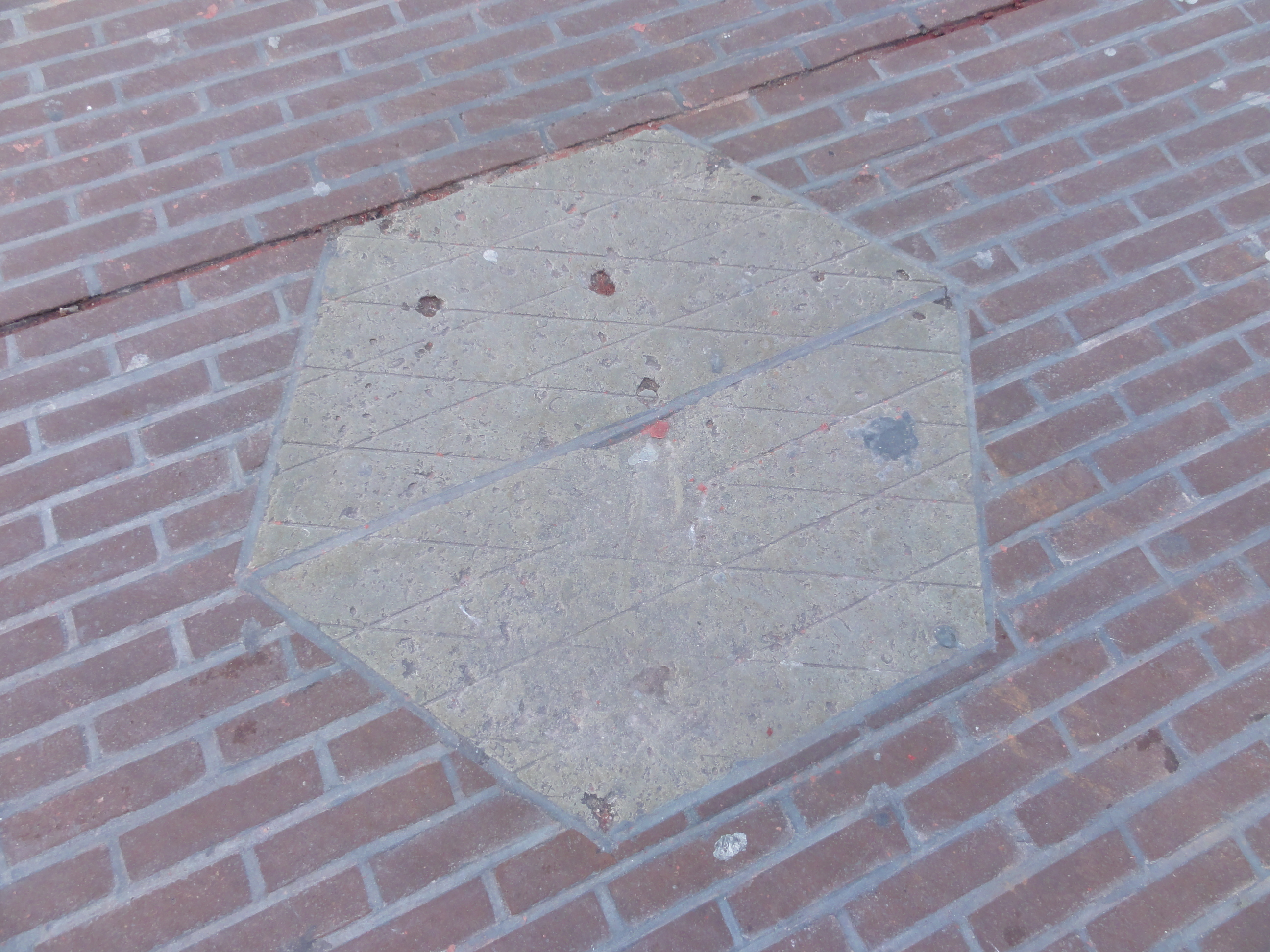
Witte Steen op de brug